# Cantone di Cruseilles
Il Cantone di Cruseilles era un cantone francese dell'arrondissement di Saint-Julien-en-Genevois.
A seguito della riforma approvata con decreto del 13 febbraio 2014, che ha avuto attuazione dopo le elezioni dipartimentali del 2015, è stato soppresso.

## Composizione
Comprendeva i comuni di:
- Allonzier-la-Caille
- Andilly
- Cercier
- Cernex
- Copponex
- Cruseilles
- Menthonnex-en-Bornes
- Saint-Blaise
- Le Sappey
- Villy-le-Bouveret
- Vovray-en-Bornes